# أرخبيل الميرغي
أرخبيل الميرغي (بالبورمية: မြိတ်ကျွန်းစု)‏ مجموعة جزر تقع في أقصى جنوب ميانمار وهي جزء من منطقة تانينثاري. تتكون من أكثر من 800 جزيرة تتراوح أحجامها من صغيرة جدًا إلى مئات الكيلومترات المربعة وكلها تقع في بحر أندامان قبالة الشاطئ الغربي لشبه جزيرة ملايو بالقرب من نهايتها البرية (الشمالية) حيث تنضم إلى بقية الهند الصينية. يشار إليها أحيانًا باسم جزر باشو لأن سكان الملايو يُطلق عليهم محليًا اسم باشو.

## بيئة

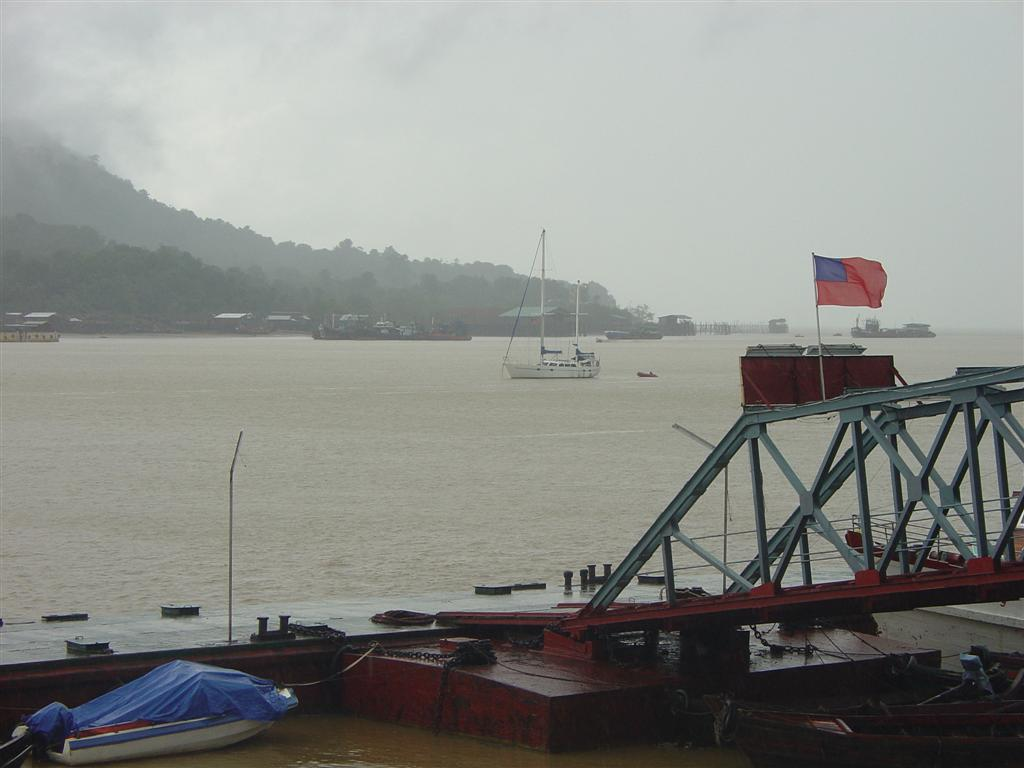
ميناء ميك

من الناحية الجيولوجية تتميز الجزر بشكل أساسي بالحجر الجيري والجرانيت. وهي مغطاة عمومًا بنمو استوائي كثيف بما في ذلك الغابات المطيرة وتتخلل شواطئها شواطئ ورؤوس صخرية وفي بعض الأماكن مستنقعات المنغروف، في الخارج توجد شعاب مرجانية واسعة النطاق.
إن العزلة الافتراضية للأرخبيل عن معظم تأثير الجنس البشري على البيئة الطبيعية قد منحت الجزر والمياه المحيطة ببحر أندامان تنوعًا كبيرًا من النباتات والحيوانات، مما ساهم في زيادة شعبية المنطقة كوجهة للغوص تمثل المهددة بالانقراض مثل الحيتان، أسماك القرش وأبقار البحر.
تعد المنطقة مهمة أيضًا لترحيل الحيتان وسمي «خليج الحوت» في شرق كانماو كيون بوجود عدد كبير من الحيتان. يشمل هذا التنوع السكان المقيمين من حيتان Bryde والحيتان الزرقاء العرضية والحيتان ذات المنقار الطويل والحيتان ذات الأربطة والحيتان القاتلة الدلافين وخنازير البحر التي لا نهاية لها ودلافين إيراوادي.
على الجزر نفسها تزدهر الحيوانات المختلفة بما في ذلك الغزلان والقرود والطيور الاستوائية بما في ذلك أبوقير والخنازير البرية. حتى أن هناك تقارير غير مؤكدة عن وحيد القرن السومطري في لانبي، لكن هذا الأمر قد فقد مصداقيته على نطاق واسع.

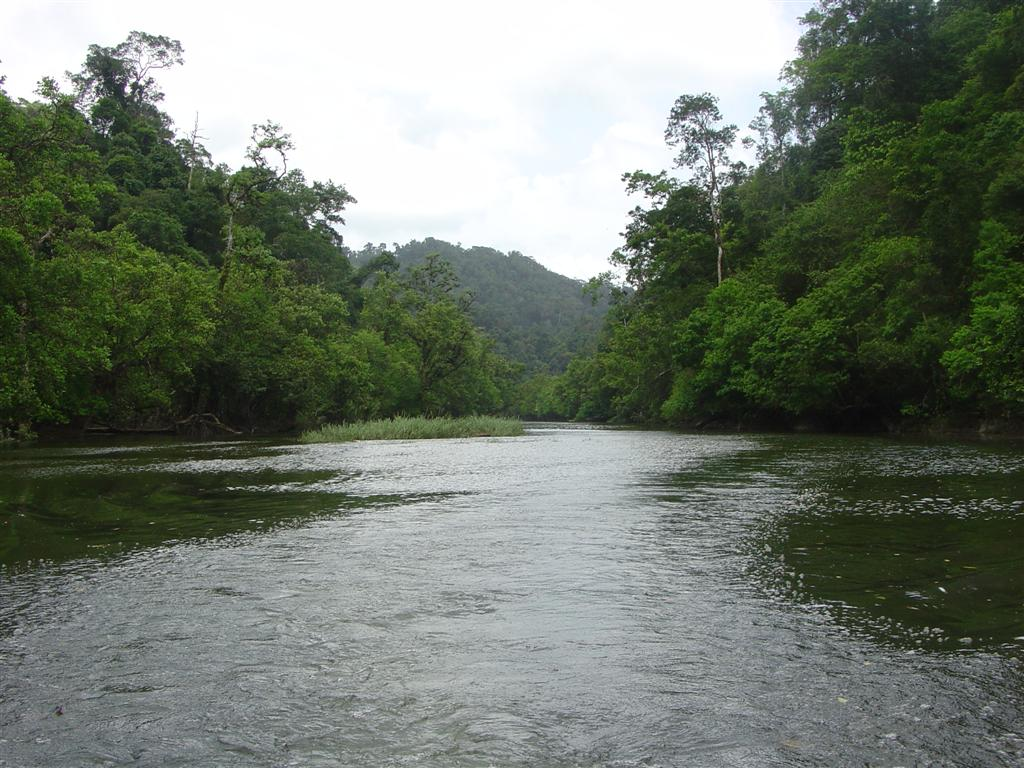
نهر في Lanbi Kyun

تشمل التهديدات البيئية للمنطقة الصيد الجائر وكذلك الصيد بالتفجير. الحكومة العسكرية الحالية في ميانمار «مجلس الدولة للسلام والتنمية» لم تفعل الكثير للتعامل مع هذه المشاكل.

## تاريخ
من المحتمل أن يكون الأرخبيل قد استقر أولاً بواسطة بحارة الملايو الذين وصلوا من الجنوب. لكنها بقيت غير مأهولة إلى حد كبير حتى القرن العشرين. استخدم التجار الماليزيون والصينيون المياه الداخلية للهروب من الرياح الموسمية الجنوبية الغربية بينما تجنبت السفن الأكبر حجمًا الجغرافيا البحرية المعقدة. كما استخدمه القراصنة ونجار الرقيق كملاذ، لأنه كان من المستحيل تقريبًا السيطرة عليه. لهذا السبب وجد شعب الموكين ملجأ هنا حتى تدخل العالم الحديث. بدأ رسم الجزر بدقة فقط بعد الاحتلال البريطاني في عام 1824 قام الكابتن روس بمسح الجزر الخارجية في أواخر عشرينيات القرن التاسع عشر، تلاه الكابتن لويد في الجزر الداخلية في أواخر ثلاثينيات القرن التاسع عشر. بين عامي 1838 و 1840 استكشف الدكتور يوهان دبليو هيلفر جميع جوانب الأرخبيل نيابة عن شركة الهند الشرقية. تم سرد نسخة من دفتر يومياته إلى جانب الخرائط التفاعلية التي توضح طرقه أدناه في الروابط الخارجية.

## سكان
السكان المحليون هم أقلية عرقية تسمى الموكين على الرغم من أن هذا المصطلح يغطي في الواقع عدة مجموعات في جنوب شرق آسيا. إنهم أناس يسكنون البحر ويتبعون طريقة الحياة التقليدية ويقومون بأشياء مثل صيد الأسماك وبناء القوارب إلى حد كبير بالطريقة التي فعلوها على مدى قرون. يمكن العثور عليهم وهم يعيشون على قواربهم التقليدية خلال موسم الجفاف، ولكن عادة ما يستمرون في الهبوط في موسم الأمطار. يدعي الموكين أن الجزر انفصلت عن البر الرئيسي بعد فيضان أسطوري كبير.

## عنف النظام العسكري في الأرخبيل
يقع الأرخبيل في منطقة تانينثاري وهي واحدة من المناطق التي تأثرت بشدة بالعنف خلال الحرب الأهلية البورمية. غالبًا ما استهدف العنف في أرخبيل ميرغي المدنيين بما في ذلك مذابح الصيادين وجميع سكان جزيرة كريستي الخلابة.

## السياحة
أفتتحت المنطقة فقط للسياحة الأجنبية في عام 1997 بعد مفاوضات بين ميانمار ومشغلي الغوص من فوكيت في تايلاند. عزلة الأرخبيل لدرجة أن الكثير منها لم يتم استكشافه بدقة حتى الآن.  توجد أفضل ظروف للغوص من ديسمبر إلى أبريل حيث تزور أسماك قرش الحوت وأسماك شيطان البحر من فبراير إلى مايو. كازينو ومنتجع جولف من فئة الخمس نجوم، يعمل الآن Andaman Club في Thahtay Kyun.

## في الثقافة الشعبية
- في فيلم جيمس بوند عام 1965 كرة الرعد طالب إرنست ستافرو بلوفيلد الناتو بأن يدفع للمنظمة الإجرامية الدولية سبكتر فدية من الماس الأبيض الخالي من العيوب بقيمة 100 مليون جنيه إسترليني ليتم إيداعه في أرخبيل ميرغي قبالة سواحل ميانمار.
- ظهر أرخبيل الميرغي في العديد من كتب بيجلز.